# Xã La Moure, Quận Pembina, Bắc Dakota
Xã La Moure (tiếng Anh: La Moure Township) là một xã thuộc quận Pembina, tiểu bang Bắc Dakota, Hoa Kỳ. Năm 2010, dân số của xã này là 108 người.